# Strawberry JAM (アルバム)
『Strawberry JAM』（ストロベリージャム）は、小倉唯の1枚目のオリジナルアルバム。2015年3月25日にキングレコードから発売された。

## 背景
タイトルは当初小倉の内面をジャムに詰め込んだような「JAM」にするつもりだったが、紆余曲折を経て小倉が考えた甘酸っぱさを意味する「Strawberry」と「JAM」を掛け合わせた現行のタイトルに落ち着いた。

## 音楽性
1曲目「FUN FUN MERRY JAM」は、ファンへのメッセージを込めた明るい曲。制作に際してはスタッフを交えて曲の構成などに関する協議を行ったが実はその際小倉にとってやりにくくすることも検討されていたという。
2曲目「Charming Do!」は、3rdシングル曲であり、テレビアニメ『最近、妹のようすがちょっとおかしいんだが。』のエンディングテーマ。
3曲目「いつだって Call Me!」は、80年代のアイドルソングを意識したかわいらしい曲だが、小倉が歌う際は今風の感じが漂う元気な内容をイメージしたという。
4曲目「A Lovely Tea Break」は、「変わらないもの」をテーマとした和風かつ中国的な響きの曲。歌う際は友達との交流やショッピングなどの楽しい情景をイメージしたという。
5曲目「PON de Fighting!」は、1stシングルカップリング曲。
6曲目「Get over」は、メッセージ性のあるロック調の曲。小倉は収録前かわいらしい楽曲を多数収録しているにもかかわらず本作がロックテイストであるため多少不安を感じていたが、収録時に今までの様に曲の世界観に溶け込むのではなく素の自分を表現した上でレコーディングを重ねることで不安な気持ちを払拭できたという。
7曲目「Raise」は、1stシングル曲であり、テレビアニメ『カンピオーネ! 〜まつろわぬ神々と神殺しの魔王〜』のエンディングテーマ。ライブで披露する機会が多く自身の成長を表現するため、既存の楽曲を収録するのではなく敢えて録り直したという。
8曲目「シュガーハートエイク」は、小倉曰く「しっとりしたかわいらしい曲」。レコーディングでは歌詞に登場する女の子の内面が小倉と重なるため、そのあたりを意識してモノローグ調で行ったという。
9曲目「Tinkling Smile」、4thシングル曲であり、テレビアニメ『ヤマノススメ セカンドシーズン』のエンディングテーマ。
リード曲となる10曲目「Happy Strawberry」は、女の子の甘酸っぱい恋心を応援する曲。PVは、白と赤にイチゴをあしらった衣装を着た小倉が踊るシーンと、小倉主演による大学を舞台としたドラマ仕立てのシーンとで構成されている。またリード曲の為、アルバムのCMで使われる。
11曲目「Baby Sweet Berry Love」は、2ndシングル曲であり、テレビアニメ『変態王子と笑わない猫。』のエンディングテーマ。
12曲目「Sing-a-ling-a-Harmony」は、ファンへの感謝を歌った曲。制作に際して小倉は自身のファンに対する胸中を作詞を手掛けたこだまさおり宛にメールで送り、それを基に書き上げたという。

## リリース
2015年3月25日にキングレコードから発売された。
販売形態は、CD+BD盤（KIZC-276/7）とCD+DVD盤（KIZC-278/9）、通常盤（KICS-3174）の2種リリースで、CD+BD盤とCD+DVD盤には
「Happy Strawberry」、「Raise」、「Baby Sweet Berry Love」、「Charming Do!」、「Tinkling Smile」のPVを収録したBDならびにDVDに加え、初回製造分のみ、各盤で異なるミニ写真集と7月5日にパシフィコ横浜国立大ホールで開催される1stライブ「HAPPY JAM」の先行抽選のためのシリアルナンバーが封入されている。なお小倉によれば写真集はナチュラルで「ふわっとした雰囲気」になっているという。

## 収録内容
| #         | タイトル                  | 作詞               | 作曲      | 編曲                                       | 時間  |
| --------- | ------------------------- | ------------------ | --------- | ------------------------------------------ | ----- |
| 1.        | 「FUN FUN MERRY JAM」     | 中原徹也           | ARM       | 大久保薫                                   | 4:06  |
| 2.        | 「Charming Do!」          | 磯谷佳江           | 奥井康介  | 奥井康介                                   | 4:01  |
| 3.        | 「いつだって Call Me!」   | 松井五郎           | 板垣祐介  | 菊谷知樹                                   | 3:23  |
| 4.        | 「A Lovely Tea Break」    | 大森祥子           | チーミー  | 大久保利裕                                 | 4:10  |
| 5.        | 「PON de Fighting!」      | 大森祥子           | 大久保薫  | 大久保薫                                   | 4:01  |
| 6.        | 「Get over」              | 松井五郎           | 小野貴光  | 山口朗彦、大久保薫（ストリングスアレンジ） | 3:31  |
| 7.        | 「Raise（album ver.）」   | 只野菜摘           | 俊龍      | 藤田淳平                                   | 4:31  |
| 8.        | 「シュガーハートエイク」  | こだまさおり       | 小野貴光  | 山崎寛子                                   | 4:51  |
| 9.        | 「Tinkling Smile」        | 磯谷佳江           | 小野貴光  | 大久保薫                                   | 4:44  |
| 10.       | 「Happy Strawberry」      | 山口朗彦、中原徹也 | 山口朗彦  | 山口朗彦                                   | 3:48  |
| 11.       | 「Baby Sweet Berry Love」 | 山崎寛子           | 俊龍      | Sizuk                                      | 4:06  |
| 12.       | 「Sing-a-ling-a-Harmony」 | こだまさおり       | 俊龍      | 大久保薫                                   | 5:13  |
| 合計時間: | 合計時間:                 | 合計時間:          | 合計時間: | 合計時間:                                  | 49:33 |

| #  | タイトル                               | 作詞 | 作曲・編曲 | 時間  |
| -- | -------------------------------------- | ---- | ---------- | ----- |
| 1. | 「Happy Strawberry」(MUSIC VIDEO)      |      |            | 4:54  |
| 2. | 「Raise」(MUSIC VIDEO)                 |      |            | 4:29  |
| 3. | 「Baby Sweet Berry Love」(MUSIC VIDEO) |      |            | 4:04  |
| 4. | 「Charming Do!」(MUSIC VIDEO)          |      |            | 4:01  |
| 5. | 「Tinkling Smile」(MUSIC VIDEO)        |      |            | 3:43  |
| 6. | 「Making of Strawberry JAM」           |      |            | 17:43 |

## チャート
| チャート（2015年）         | 最高位 |
| -------------------------- | ------ |
| オリコン週間               | 4      |
| オリコン月間               | 25     |
| Billboard JAPAN Top Albums | 4      |
| サウンドスキャンジャパン   | 9      |